# La clinica della pelle
La clinica della pelle è un reality show in onda, dal 16 ottobre 2019, su Real Time.

## Il programma
La serie è interpretata dalla dermatologa Dott.ssa Emma Craythorne che cura persone con casi molto particolari di disturbi della pelle, nella studio medico Saint John's, Istituto di Dermatologia dell'Ospedale Saint Thomas di Londra.